# Dasan Anyar
Dasan Anyar is een bestuurslaag in het regentschap Sumbawa Barat van de provincie West-Nusa Tenggara, Indonesië. Dasan Anyar telt 1336 inwoners (volkstelling 2010).